# Le Vibal
Le Vibal (okzitanisch: Lo Bisbal) ist eine französische Gemeinde mit 524 Einwohnern (Stand: 1. Januar 2022) im Département Aveyron in der Region Okzitanien (vor 2016: Midi-Pyrénées). Sie gehört zum Arrondissement Millau und zum Kanton Raspes et Lévezou. Die Einwohner werden Vibalais genannt.

## Geographie
Le Vibal liegt etwa 14 Kilometer ostsüdöstlich von Rodez. Der Fluss Viaur begrenzt die Gemeinde im Süden. Umgeben wird Le Vibal von den Nachbargemeinden Agen-d’Aveyron im Nordwesten und Norden, Montrozier im Norden, Bertholène im Nordosten, Arques im Osten, Ségur im Südosten, Pont-de-Salars im Süden, Flavin im Südwesten sowie Sainte-Radegonde im Westen und Nordwesten.

## Bevölkerungsentwicklung
| Jahr                       | 1962 | 1968 | 1975 | 1982 | 1990 | 1999 | 2006 | 2019 |
| Einwohner                  | 625  | 558  | 522  | 488  | 449  | 449  | 498  | 510  |
| Quellen: Cassini und INSEE |      |      |      |      |      |      |      |      |

## Sehenswürdigkeiten
- Kirche Saint-Martin im Ortsteil Saint-Martin de Cormières, Monument historique
- Kirche La Nativité-de-la-Sainte-Vierge (Mariä Geburt)
- Kirche Mariä Himmelfahrt im Ortsteil Frayssinhes

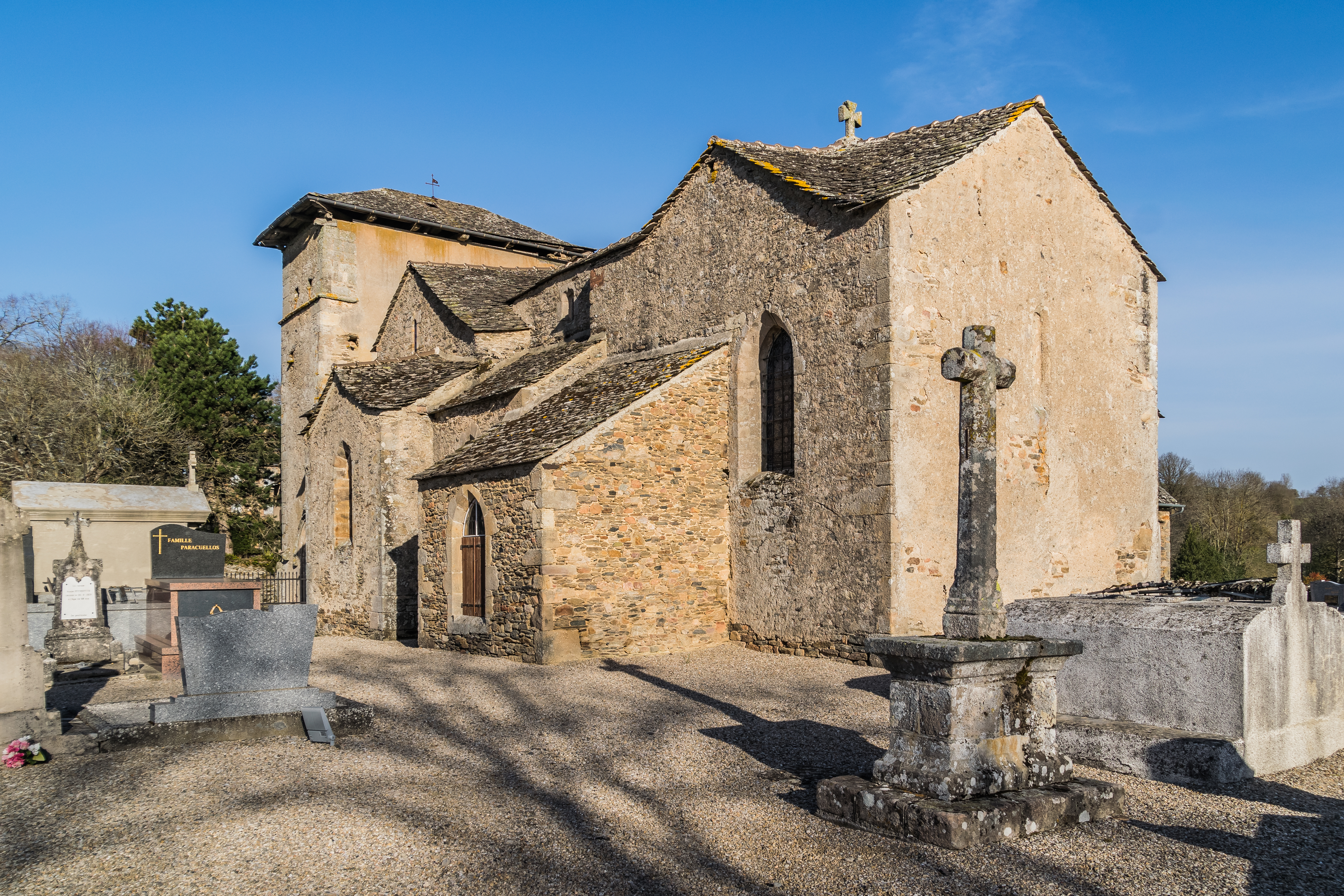
Kirche Saint-Martin
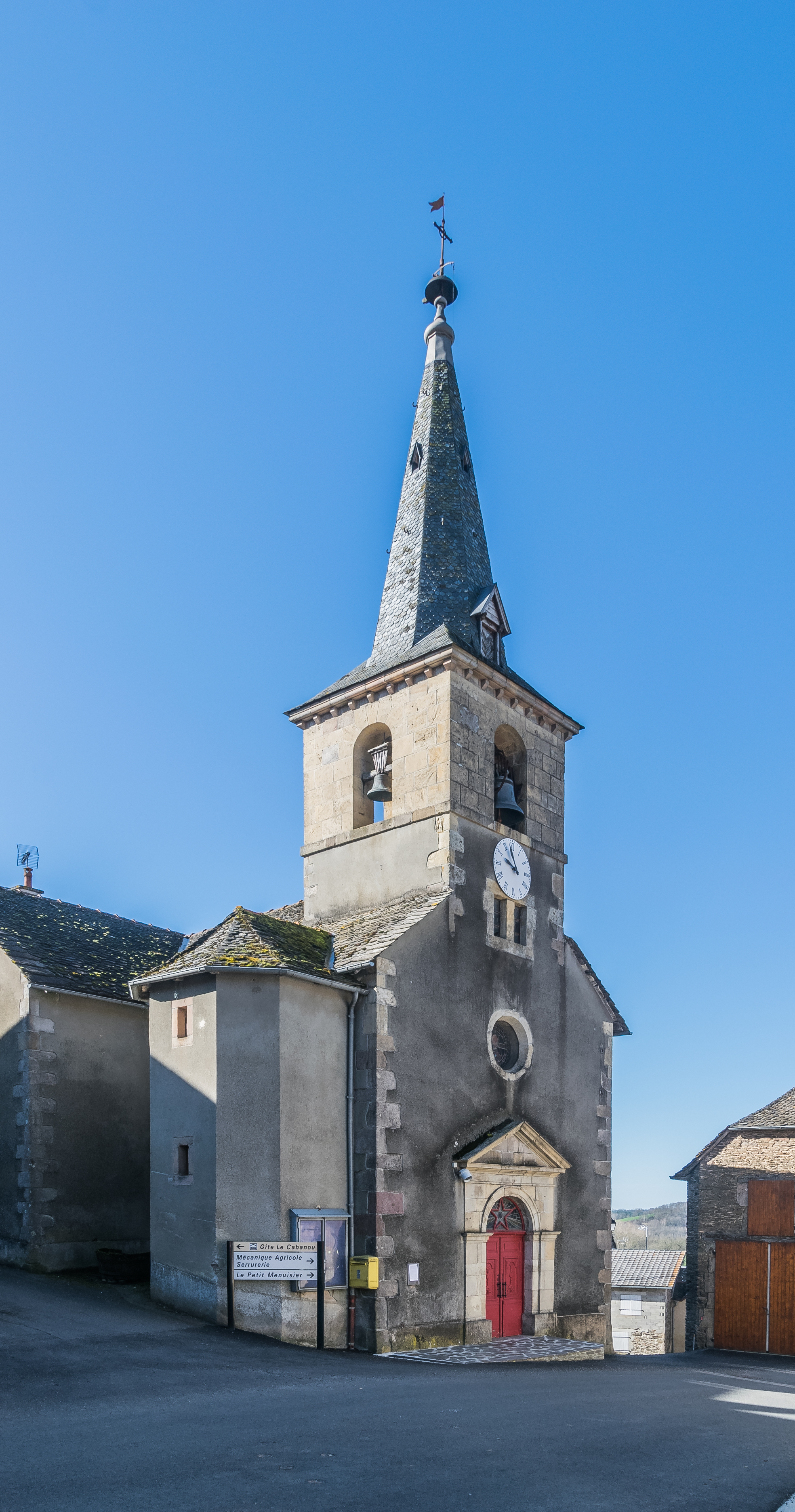
Kirche La Nativité-de-la-Sainte-Vierge
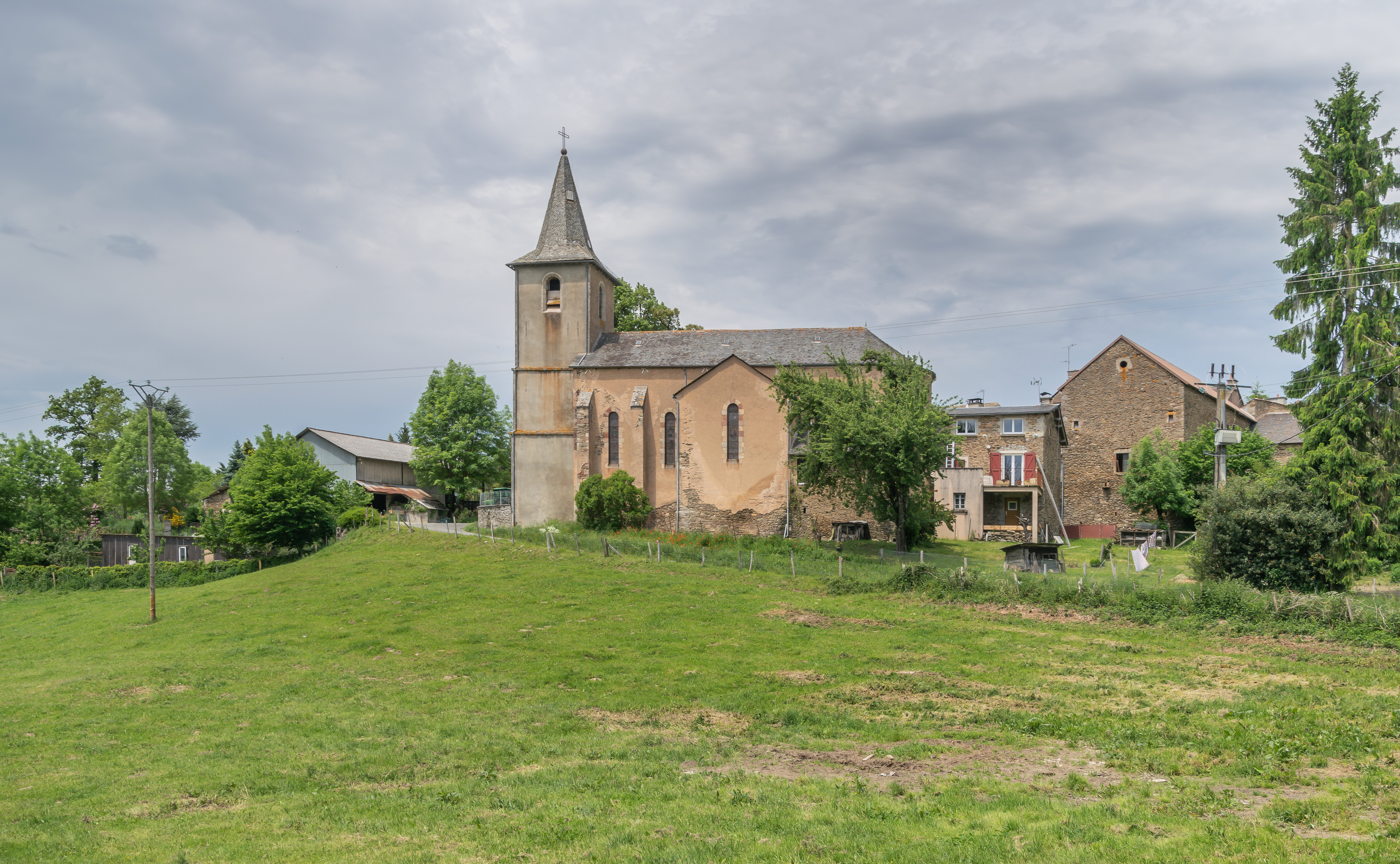
Kirche Mariä Himmelfahrt